# Mala Nehvoroșcea, Mașivka
Mala Nehvoroșcea (în ucraineană Мала Нехвороща) este localitatea de reședință a comunei Mala Nehvoroșcea din raionul Mașivka, regiunea Poltava, Ucraina.

## Demografie
Componența lingvistică a localității Mala Nehvoroșcea
     Ucraineană (95,54%)
     Rusă (2,6%)
     Română (1,49%)
     Alte limbi (0,38%)
Conform recensământului din 2001, majoritatea populației localității Mala Nehvoroșcea era vorbitoare de ucraineană (95,54%), existând în minoritate și vorbitori de rusă (2,6%) și română (1,49%).